# Volkodlaki
Volkodlaki je leta 1946 napisana drama Alojzija Remca. Drama v treh dejanjih, dogaja se v času nemške okupacije.

## Osebe
Anica Seršenova, mlada poštarica na deželi. Meta, njena mati. Peterček, Aničin sinček. Ivan Poljanec, Aničin zaročenec, visokošolec. Martin Kopše, star kmet. Fric Zajšek, gozdar, okupatorski župan. Tipkarica, Dva gestapovca.

## Obnova
1. dejanje: Ivan skrivaj obišče Anico, pove ji o razsulu jugoslovanske vojske in o namerah Nemcev, da bodo izkoreninili Slovence. Sam se namerava pridružiti Lacku. Uporniki se zanašajo na veliko Rusijo in na splošno ljudsko vstajo. Anica je polna strahu in pomislekov, Ivan jo bodri. Ko stopita v izbo, da se Ivan poslovi od sinka, so pred hišo že gestapovci, vodi jih nemčur Zajšek. Ivan neopazno izgine. Zajšek Anici oznani, da bo šla v taborišče in ji vsiljivo ponuja svojo naklonjenost. Anica ga ogorčeno zavrne, odpeljejo jo, napol zmešana mati ostane sama z vnukom.
2. dejanje: sosed Kopše prinese Meti pozdrave od hčere, tudi njegov sin je v lagerju na Borlu, nihče pa ne ve, kaj bodo storili z jetniki. Pride Zajšek, novi župan, da bi popisal hišno imetje; Meti oblastno sporoči, naj se pobere iz hiše, ker se bo vanjo naselilo županstvo. Meta v obupu s Peterčkom v naročju skoči v vodnjak, pri tem se Peterček ubije, ona zblazni. Kopše preroško napove, da bo volkodlakom sodil Bog in ljudstvo.
3. dejanje: Anico so izpustili iz lagerja na sinkov pogreb. Kopše, ki v županovi pisarni čaka na deportacijo, ji pove, da so njeno blazno mater ustrelili, da Ivan vse ve in da pripravlja maščevanje. Anica skoraj obupa od vsega hudega. Tedaj se zunaj oglasijo streli, v hišo plane Ivan, ustreli izdajalca Zajška in odpelje Anico s seboj. Za njima se kljub visokim letom odpravi tudi Kopše: vredno je poskušati, morda bo le ušel volkodlakom ...